# Funny van Dannen
Funny van Dannen est le pseudonyme de Franz-Josef Hagmanns-Dajka, né en 1958 à Tüddern (aujourd'hui Selfkant) en Allemagne. Il est chansonnier, auteur et peintre.
Ses chansons traitent de la politique, de la société, de la sexualité, de la religion et d'autres thèmes. Il s'accompagne à la guitare et parfois également à l'harmonica. Il a créé le groupe Lassie Singers (de). Il vit à Berlin depuis 1978.
Le groupe Die Toten Hosen a interprété quelques-unes de ses chansons, notamment Trauriges Arschloch, Bayern, Frauen dieser Welt et Lesbische schwarze Behinderte. L'interprétation de Die Schröders, un groupe punk, a rendu célèbre sa chanson Saufen.
De ses onze albums, six sont enregistrés live.

## Discographie
- 1995 : Clubsongs
- 1996 : Basics
- 1997 : Info3
- 1998 : Uruguay
- 2000 : Melody Star
- 2002 : Groooveman
- 2003 : Herzscheiße
- 2005 : Nebelmaschine
- 2005 : Authentic Trip
- 2007 : Trotzdem danke
- 2009 : Saharasand

## Livres
- Spurt ins Glück (1991)
- Jubel des Lebens (1993)
- Am Wegesrand (1996)
- Komm in meine Arme (1996)
- Der Tag als Rosi kam (1997)
- Neues von Gott (2004)
- Zurück im Paradies (2007)